# Güinope
Güinope est une municipalité du Honduras, située dans le département de El Paraíso. Elle est fondée en 1747. La municipalité de Güinope comprend 10 villages et 49 hameaux.

## Crédit d'auteurs
- (en) Cet article est partiellement ou en totalité issu de l’article de Wikipédia en anglais intitulé « Güinope » (voir la liste des auteurs).